# EHS
El protocolo EHS (del inglés European Home Systems) fue un protocolo de comunicaciones diseñado para el control de electrodomésticos mediante la comunicación a través de la línea eléctrica (PLC), y desarrollado por la EHSA (European Home Systems Association).
Después de fusionarse con otros dos protocolos, es parte del estándar KNX, que cumple con la norma EN 50090 del Comité Europeo de Normalización Electrotécnica (CENELEC) y tiene la posibilidad de ser la base del primer estándar abierto para el control de viviendas y edificios.